# Villaláez
Villaláez (en asturiano y oficialmente: Viḷḷalái) es una parroquia del concejo de Cangas del Narcea, en el Principado de Asturias, España.